# Josepha Bock
Josepha Bock (* 23. Januar 2000 in Ballenstedt) ist eine deutsche Volleyballspielerin.

## Karriere
Bock begann mit Karate und erreichte dabei den blauen Gürtel. Über ihre Familie kam sie im Alter von elf Jahren zum Volleyball. Sie begann ihre Karriere beim heimischen SV Fortuna Ballenstedt. 2015 ging sie zum VC Olympia Berlin und spielte dort zunächst in der Regionalliga. Außerdem war die Mittelblockerin beim VC Bitterfeld-Wolfen aktiv. In den Saisons 2017/18 und 2018/19 spielte die Juniorennationalspielerin mit dem VC Olympia in der Bundesliga. Danach wechselte sie zum Ligakonkurrenten Rote Raben Vilsbiburg. Ab der Saison 2022/23 spielt Bock für den Berlin Brandenburger Sportclub in der 2. Bundesliga Nord.